# RAB10
RAB10‏ (RAB10, member RAS oncogene family) هوَ بروتين يُشَفر بواسطة جين RAB10 في الإنسان.